# بلال نذير
بلال نذير (28 نوفمبر 2003) هو لاعب كرة قدم مغربي، يلعب في خط وسط نادي مارسيليا منذ عام 2023. والمنتخب المغربي الأولمبي.

## المسيرة الكروية
هو أحد خريجي أكاديمية نيس للشباب، وشارك لأول مرة مع الفريق الأول للنادي في عام 2020. انتقل إلى أولمبيك مرسيليا في 1 يوليو 2021 ليوقع عقده الاحترافي الأول. وبعد فترة وجيزة بدأ اللعب مع احتياطي مرسيليا في البطولة الوطنية الثانية. شارك لأول مرة مع فريق مارسيليا الأول بديلاً في الدوري الفرنسي أمام باريس سان جيرمان في 24 سبتمبر 2023.

## المسيرة الدولية
وُلِد نادر في فرنسا لأب مغربي وأم مغربية. لعب مع منتخب فرنسا تحت 19 عامًا. واستدعي للعب مع منتخب المغرب تحت 23 عامًا لمجموعة من المباريات الودية في نوفمبر 2023، وسجل في أول مباراة له ضد منتخب الولايات المتحدة تحت 23 عامًا في 23 نوفمبر 2023.

## إحصائيات المهنة

### نادي
آخر تحديث 21 يناير 2024.
| النادي          | الموسم          | الدوري            | الدوري | الدوري  | الكأس الوطنية | الكأس الوطنية | قاري   | قاري    | أخرى   | أخرى    | المجموع | المجموع |
| النادي          | الموسم          | المستوى           | الظهور | الأهداف | الظهور        | الأهداف       | الظهور | الأهداف | الظهور | الأهداف | الظهور  | الأهداف |
| --------------- | --------------- | ----------------- | ------ | ------- | ------------- | ------------- | ------ | ------- | ------ | ------- | ------- | ------- |
| نيس ب           | 2020–21         | البطولة الوطنية 3 | 1      | 0       | —             | —             | —      | —       | —      | —       | 1       | 0       |
| مارسيليا ب      | 2021–22         | البطولة الوطنية 2 | 18     | 0       | —             | —             | —      | —       | —      | —       | 18      | 0       |
| مارسيليا ب      | 2022–23         | البطولة الوطنية 3 | 19     | 3       | —             | —             | —      | —       | —      | —       | 19      | 3       |
| مارسيليا ب      | 2023–24         | البطولة الوطنية 3 | 1      | 0       | —             | —             | —      | —       | —      | —       | 1       | 0       |
| مارسيليا ب      | المجموع         | المجموع           | 38     | 3       | —             | —             | —      | —       | —      | —       | 38      | 3       |
| مارسيليا        | 2023–24         | الدوري الفرنسي    | 5      | 0       | 2             | 0             | 2      | 0       | —      | —       | 10      | 0       |
| المجموع الوظيفي | المجموع الوظيفي | المجموع الوظيفي   | 44     | 3       | 2             | 0             | 2      | 0       | 0      | 0       | 48      | 3       |

1. ↑  ظهر في الدوري الأوروبي.

## روابط خارجية
- بلال نذير على موقع الاتحاد الأوربي (الإنجليزية)
- بلال نذير على موقع قاعدة بيانات كرة القدم.إي يو (الإنجليزية)
- بلال نذير على موقع ليكيب (الفرنسية)
- بلال نذير على موقع Soccerway.com (الإنجليزية)